# أمبروكسيد
أمبروكسيد (والذي يعرف بالاسم التجاري أمبروكسان أو أمبروكس)، هو تربينويد (شبه تربين) طبيعي، وهو أحد المكونات الأساسية لرائحة العنبر. وهو ناتج الأكسدة التلقائية لمركب الأمبرين.

## التحضير
يحضر الأمبروكسيد من مركب سكلاريول، وهو مكوّن للزيت العطري المستخرج من نبات القصعين المتصلب (الاسم العلمي:Salvia scalera)  ثم يؤكسد سكلاريول ليتكسر إلى لاكتون، والذي يهدرج إلى الديول الموافق. يبلمه المركب الناتج ليتم الحصول على الأمبروكسيد.

## الاستخدامات
يستخدم الأمبروكسيد في صناعة العطور للحصول على رائحة شبيهة بالعنبر، وكذلك كمادة مثبتة.
كما تستخدم كميات صغيرة (< 0.01 ppm) كمادة منكّهة للأغذية.